# Sakété I
Sakété I ist ein Arrondissement im Departement Plateau im westafrikanischen Staat Benin. Es ist eine Verwaltungseinheit, die der Gerichtsbarkeit der Kommune Sakété untersteht.

## Demografie und Verwaltung
Gemäß der Volkszählung 2013 des beninischen Statistikamtes INSAE hatte das Arrondissement 30.764 Einwohner, davon waren 14.315 männlich und 16.449 weiblich.
Von den 80 Dörfern und Quartieren der Kommune Sakété entfallen 17 auf Sakété I:
1. Araromi
2. Aribidessi
3. Attêwo Lara
4. Dagbao
5. Dégoun
6. Djoko
7. Gbokoudaï
8. Igbo-Eyê
9. Ita Oro-Irédé
10. Kadjola
11. Kologbo Mèkè
12. Kossi
13. Moro
14. Odanyogoun
15. Odella
16. Sodji
17. Suru Léré